# Sparkassen Giro Bochum
O Sparkassen Giro Bochum são várias competições de ciclismo alemãs, masculinas e feminina, que se disputam em Bochum (Renânia do Norte-Vestfália) no final do mês de julho ou princípios de agosto (todas o mesmo dia).
A sua edição masculina profissional começou-se a disputar em 1998 e desde a criação dos Circuitos Continentais da UCI em 2005 faz parte do UCI Europe Tour, dentro a categoria 1.1 (anteriormente foi 1.3 e 1.4).
A feminina, criou-se em 2001 na categoria 1.9.1 com o nome oficial de Sparkassen Giro renomeando-se essa categoria em 2005 pela 1.1 mantendo a corrida dito status. Em 2012 converteu-se em amador para ao ano seguinte voltar à categoria 1.1. Em 2014 ascendeu uma categoria mais e passou a ser pontuável para a Copa do Mundo de Ciclismo feminina.
Tradicionalmente disputava-se num circuito de 14,6 km ao que os profissionais masculinos davam doze voltas (cinco ou seis na sua edição feminina). Ainda que em 2012 reduziu-se consideravelmente dito circuito aos 1,6 km por volta (50 voltas para os profissionais masculinos e 25 para a feminina).
Também se disputam outras modalidades como duas masculinas, uma delas depois de uma moto chamada Derny a modo de critérium não oficial, onde vão ciclistas internacionais destacados.

## Palmarés

### Masculino
Em amarelo: edição amador.

Em laranja: edição amistosa de exibição não oficial (critérium).
| Ano  | Ganhador             | Segundo            | Terceiro          |
| ---- | -------------------- | ------------------ | ----------------- |
| 1998 | Jan Ullrich          | Grischa Niermann   | Roberto Lochowski |
| 1999 | Erik Zabel           | Dirk Muller        | Fabien De Waele   |
| 2000 | Jans Koerts          | Stuart O'Grady     | Nico Eeckhout     |
| 2001 | Gianluca Bortolami   | Mauro Radaelli     | Karsten Kroon     |
| 2002 | Frédéric Amorison    | Jørgen Bo Petersen | Jans Koerts       |
| 2003 | Rolf Aldag           | René Jörgensen     | Lubor Tesař       |
| 2004 | David Kopp           | Lubor Tesar        | Corey Sweet       |
| 2005 | Lubor Tesař          | Marcel Sieberg     | Fabian Wegmann    |
| 2006 | Jens Voigt           | André Korff        | Erik Zabel        |
| 2007 | Andy Cappelle        | Tom Stamsnijder    | Bert Grabsch      |
| 2008 | Eric Baumann         | Christian Knees    | Marcel Sieberg    |
| 2009 | Mark Cavendish       | Gerald Ciolek      | Andreas Stauff    |
| 2010 | Niki Terpstra        | Guillaume Boivin   | André Greipel     |
| 2011 | Pieter Vanspeybrouck | Grischa Janorschke | Andreas Stauff    |
| 2012 | Marcel Sieberg       | Fabian Wegmann     | Dirk Müller       |
| 2013 | André Greipel        | Tony Martin        | Roger Kluge       |
| 2014 | Marcel Sieberg       | Roger Kluge        | Benjamin Sydlik   |
| 2015 | Marcel Sieberg       | John Degenkolb     | André Greipel     |
| 2016 | Marcel Sieberg       | Nils Pollit        | Daniel Klemme     |
| 2017 | Marcus Burghardt     | Rick Ottema        | Lucas Carstensen  |
| 2018 | Geraint Thomas       | Rick Zabel         | Marcel Sieberg    |

### Feminino
| Ano  | Ganhadora             | Segunda                  | Terceira             |
| ---- | --------------------- | ------------------------ | -------------------- |
| 2001 | Sharon van Essen      | Edith Klep-Moerenhout    | Margaret Hemsley     |
| 2002 | Bertine Spijkerman    | Kate Bates               | Tanja Hennes-Schmidt |
| 2003 | Svetlana Boubnenkova  | Regina Schleicher        | Rochelle Gilmore     |
| 2004 | Deirdre Demet-Barry   | Petra Rossner            | Alison Wright        |
| 2005 | Angela Hennig-Brodtka | Oenone Wood              | Mirjam Melchers      |
| 2006 | Oenone Wood           | Tanja Hennes-Schmidt     | Chantal Beltman      |
| 2007 | Hanka Kupfernagel     | Martina Corazza          | Christiane Soeder    |
| 2008 | Suzanne de Goede      | Rochelle Gilmore         | Loes Markerink       |
| 2009 | Rochelle Gilmore      | Suzanne de Goede         | Chloe Hosking        |
| 2010 | Ellen van Dijk        | Tiffany Cromwell         | Maaike Polspoel      |
| 2011 | Adrie Visser          | Christine Majerus        | Liesbet De Vocht     |
| 2012 | Mieke Kröger          | Anna-Bianca Schnitzmeier | Eileen Roe           |
| 2013 | Christine Majerus     | Maaike Polspoel          | Kirsten Wild         |
| 2014 | Marianne Vos          | Giorgia Bronzini         | Lotta Lepistö        |
| 2015 | Barbara Guarischi     | Lucinda Brand            | Emilie Moberg        |
| 2016 | Kirsten Peetoom       | Femke van Kessel         | Alessia Martini      |

## Palmarés por países
| País          | Vitórias |
| ------------- | -------- |
| Alemanha      | 11       |
| Bélgica       | 3        |
| Países Baixos | 2        |
| Reino Unido   | 2        |
| Chéquia       | 1        |
| Itália        | 1        |

| País           | Vitórias |
| -------------- | -------- |
| Países Baixos  | 5        |
| Austrália      | 2        |
| Alemanha       | 2        |
| Países Baixos  | 2        |
| Itália         | 2        |
| Estados Unidos | 1        |
| Rússia         | 1        |
| Luxemburgo     | 1        |